# Malájer megye

Hamadn tartomány megyéinek elhelyezkedése

Malájer megye (perzsául: شهرستان ملایر) Irán Hamadán tartománynak egyik délkeleti megyéje az ország nyugati részén. Északnyugaton Tujszerkán megye, északon Hamadán megye, északkeleten, keleten a Markazi tartományban fekvő Sázand megye, délkeleten Loresztán tartomány, nyugatról Nahávand megye határolják. Székhelye a 153 000 fős Malájer városa. Második legnagyobb városa a 8600 fős Azandariján. További városai még: Dzsoukár, Számen és Zangene. A megye lakossága 285 272 fő. A megye négy további kerületre oszlik: Központi kerület, Dzsoukár kerület, Számen kerület és Zand kerület.

## Fordítás
- Ez a szócikk részben vagy egészben  a   Malayer County című angol Wikipédia-szócikk ezen változatának fordításán alapul.  Az eredeti cikk szerkesztőit annak laptörténete sorolja fel. Ez a jelzés csupán a megfogalmazás eredetét és a szerzői jogokat jelzi, nem szolgál a cikkben szereplő információk forrásmegjelöléseként.